# Cristian Baroni
Pour les articles homonymes, voir Baroni.
Cristian Mark Junior Nascimento Oliveira Baroni, né le 25 juin 1983 à Belo Horizonte (Brésil), est un joueur de football brésilien.

## Biographie
Après avoir joué un an au club brésilien de Corinthians, Cristian Baroni a signé avec André Santos au club turc du Fenerbahçe SK, un transfert qui est estimé à 4 millions d'euros.
Le 27 janvier 2015, il resigne pour deux ans dans le club brésilien de Corinthians.

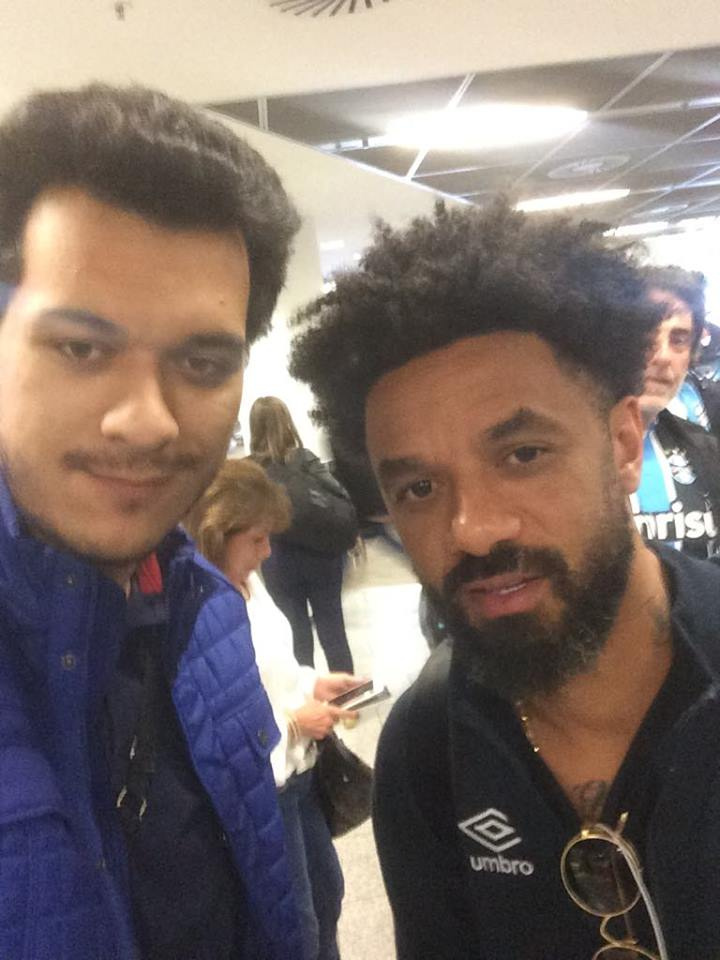
Cristian Baroni après la finale de la Coupe du Monde des Clubs 2017

## Palmarès

### Avec Paulista Futebol Clube
- Coupe du Brésil : 2005

### Avec Flamengo
- Coupe Guanabara : 2008
- Championnat de Rio de Janeiro : 2008

### Avec Corinthians
- Championnat du Brésil de D2 : 2008
- Championnat de São Paulo : 2009
- Coupe du Brésil : 2009

### Avec Fenerbahçe
- Championnat de Turquie : 2011 et 2014
- Coupe de Turquie : 2012 et 2013
- Supercoupe de Turquie : 2009